# Сельское поселение «Баянгольское» (Баргузинский район)
Сельское поселение «Баянгольское» (бур. Баян Голын Һомон) — муниципальное образование в Баргузинском районе Бурятии Российской Федерации.
Административный центр — улус Баянгол.

## История
Статус и границы сельского поселения установлены Законом Республики Бурятия от 31 декабря 2004 года № 985-III «Об установлении границ, образовании и наделении статусом муниципальных образований в Республике Бурятия».

## Население
| 2002  | 2011  | 2012  | 2013  | 2014  | 2015  | 2016  |
| ----- | ----- | ----- | ----- | ----- | ----- | ----- |
| 2685  | ↘2111 | ↘2032 | ↘1991 | ↘1923 | ↘1873 | ↘1843 |
| 2017  | 2018  | 2019  | 2020  | 2021  | 2023  | 2024  |
| ↘1811 | ↘1777 | ↘1730 | ↘1704 | ↗2022 | ↘1955 | ↘1906 |

## Состав сельского поселения
| № | Населённый пункт | Тип населённого пункта       | Население |
| - | ---------------- | ---------------------------- | --------- |
| 1 | Баянгол          | улус, административный центр | ↘1351     |
| 2 | Ина              | посёлок                      | ↘282      |
| 3 | Соёл             | улус                         | ↘145      |
| 4 | Уржил            | улус                         | ↘211      |
| 5 | Хара-Усун        | улус                         | ↘127      |